# Symfonie nr. 5 (Mjaskovski)
De Russische componist Nikolaj Mjaskovski schreef zijn Symfonie nr. 5 in D-majeur in 1918, terwijl hij nog bezig was met zijn vierde symfonie. Het werk is geschreven in de Eerste Wereldoorlog, terwijl de componist mee vocht in het Russische leger. Mjaskovski bevond zich niet aan het front maar in Tallinn (Estland) en Sint-Petersburg. Doordat het eind van de oorlog al in zicht kwam (in ieder geval aan het oostfront) dacht men dat er betere tijden aanbraken. De symfonie, waarin veel wordt teruggegrepen naar Russische volksmuziek, is dan ook optimistisch van aard. Nikolaj Malko gaf de première.
De Russen waren zeer blij met deze voor hun doen vrolijke symfonie, waarvan vooral het derde deel de stijl van Alexander Borodin in herinnering roept. Men vond in deze muziek weer eens de Russische aard terug, die met de werken van onder meer Alexander Skrjabin wat naar de achtergrond verdwenen leek te zijn. Ook in de Verenigde Staten liep men ermee weg. Bij een uitvoering van het New York Philharmonic onder leiding van Leopold Stokowski moest een belangrijke vriend van de componist, Sergej Prokofjev, genoegen nemen met een staanplaats.
Er zit een opvallende passage in het slot van deel 2: een klarinet geeft een scherp accent aan in een pianopassage. Dmitri Sjostakovitsj schreef in 1971 eenzelfde accent op het eind van zijn 15e symfonie.

## Delen
1. Allegretto amabile
2. Lento (quasi andante) – Andante
3. Allegro burlando
4. Allegro risoluto.

## Discografie
- USSR Radio Symfonieorkest o.l.v. Konstantin Ivanov (Melodiya D 01446 / Melodiya C10 08829 / Olympia OCD 133 / ZYX-Melodiya MEL 46021-2)
- USSR TV & Radio Symfonieorkest o.l.v. Kirill Kondrasjin (Audiophile APL 101 503)
- Plovdiv Philharmonisch Orkest o.l.v. Dimiter Manolov (Balkanton 030078)
- BBC Philharmonic o.l.v. Edward Downes (Marco Polo 8.223499)
- USSR Staatsacademisch Symfonieorkest o.l.v. Gennadi Rozjdestvenski (Russian Revelation RV 10069)
- Academisch Symfonieorkest van de Russische Federatie o.l.v. Jevgeni Svetlanov (Olympia OCD 735 / Russian Disc RDCD 00656 / Warner 2564 69689-8)

Symfonie nr. 1 · 2 · 3 · 4 · 5 · 6 · 7 · 8 · 9 · 10 · 11 · 12 · 13 · 14 · 15 · 16 · 17 · 18 · 19 · 20 · 21 · 22 · 23 · 24 · 25 · 26 · 27